# Wartes Maarten
Wartes Maarten es un deportista surinamés que compitió en taekwondo. Ganó una medalla de plata en el Campeonato Panamericano de Taekwondo de 1984 en la categoría de –48 kg.

## Palmarés internacional
| Campeonato Panamericano | Campeonato Panamericano | Campeonato Panamericano | Campeonato Panamericano |
| Año                     | Lugar                   | Medalla                 | Categoría               |
| ----------------------- | ----------------------- | ----------------------- | ----------------------- |
| 1984                    | Paramaribo (Surinam)    | Medalla de plata        | –48 kg                  |